# Поча (озеро)
Поча — пресноводное озеро в Мезенском районе на северо-востоке Архангельской области, расположено недалеко от границы с Заполярным районом Ненецкого автономного округа, в 3 км к юго-востоку от озера Варш.

## Общие сведения
Площадь озера 12,4 км². Высота над уровнем моря — 75 м. Протяжённость озера 5,8 км, в северной части ширина достигает 2,6 км. Площадь водосбора составляет 48,6 км2.

## Описание
Озеро Поча имеет неправильную форму, сужающуюся к югу, с крупным заливом на востоке. Значительных притоков не имеет, на севере протокой соединяется с озером Семкино, а на юге — нешироким проливом с озером Задняя Губа. На северо-западе вытекает река Почвиска, впадающая в озеро Варш и относящаяся к бассейну Белого моря. Два небольших острова в узкой южной части. К западу находится Варшболото. Берега низкие, на востоке покрытые еловым лесом, а на западе — преимущественно заболоченные..